# بریل فرانسوی
الفبای بریل فرانسوی الفبای بریل اصیل، و اساس همه الفباهای بریل دیگر است. نظام الفبایی فرانسوی اساس کنوانسیون بریل بین‌المللی گردیده و توسط الفباهای بریل سراسر جهان استفاده شده است.  هرچند تنها ۲۵ حرف پایه‌ای از الفبای فرانسوی به اضافه w بین‌المللی شده است، حروف اضافی به طور گسترده به الفبای فرانسوی و الفباهای کشورهای اروپایی همسایه منحصر می‌شود.

## نویسه‌ها
نویسه‌ها در یک نظام عددی ده‌تایی سامان یافته‌اند:
| a, 1 | b, 2 | c, 3 | d, 4 | e, 5 | f, 6 | g, 7 | h, 8 | i, 9 | j, 0 |
| k    | l    | m    | n    | o    | p    | q    | r    | s    | t    |
| u    | v    | x    | y    | z    | ç    | é    | à    | è    | ù    |
| â, ۱ | ê, ۲ | î, ۳ | ô, ۴ | û, ۵ | ë, ۶ | ï, ۷ | ü, ۸ | œ, ۹ | w    |

به منظور مناسب‌سازی یک الفبای خارجی، ö هم ارز œ تلقی می‌شود، و حرف‌های ì, ä, ò می‌تواند افزوده شود:
| ì | ä | ò |

بر خلاف انگلیسی و آلمانی، خط بریل فرانسوی اکنون تنها کوته‌ساخت‌ها و اختصارها را در دست‌نویسی چاپی استفاده می‌کند.

## نشانه‌های سجاوندی
نشانه‌های سجاوندی چنین است که در ادامه می‌آید:
| . / | , | ; | : ÷ | ? subscript | ! + | ( | ) | " = | - − | ’ . | / | @ | × | * |

(:).

## ساختار و حالت
تغییر حالت و ساختار نشانه‌ها این‌گونه هستند:
| Capitals | Emphasis | (start) | (end) | Super- script | Symbol | Currency | Traditional number | Antoine number |

همچون بریل انگلیسی، در واژگانی که همه حروفشان بزرگ است، نشانه حرف بزرگ دو بار تکرار می‌شود.
نشانگر نماد با نخستین حرف کلمه بعدیش ترکیب می‌شود و آنچه در زیر می‌آید را ایجاد می‌کند:
⠐⠏ §, ⠐⠿  & , ⠐⠉  © , ⠐⠗ ®, ⠐⠞ ™, ⠐⠬ % (⠐⠬⠬ در هزار, ⠐⠬⠬⠬  ‱ )
نشانگر اخیر با نخستین حرف بعدیش ترکیب می‌شود برای:
⠘⠽ ¥, ⠘⠑ €, ⠘⠎ $, ⠘⠇ £
همچنین در سرآغاز طنز استفاده می‌شود:
⠘⠻ (speech bubble), ⠘⠳ (thought bubble)